# Pokaż, kotku, co masz w środku
Pokaż, kotku, co masz w środku – polska komedia z 2011 w reżyserii Sławomira Kryńskiego. Film ten promowała piosenka „Oj... kotku” Edyty Górniak. Jest to kontynuacja filmu To nie tak, jak myślisz, kotku. Premiera filmu planowana była na 22 lipca 2011, lecz została przesunięta na 25 grudnia 2011.
Premiera filmu na DVD miała miejsce 29 marca 2012. Film można było kupić wraz z dwutygodnikiem „Viva!”, jak i osobno we wszystkich sklepach multimedialnych.
Zdjęcia plenerowe zrealizowano w Pułtusku i Warszawie.

## Fabuła
W wyniku splotu różnych wydarzeń, łączą się losy bohaterów filmu. Seria nagłych zdarzeń wywraca do góry nogami życie braci Zygmunta i Andrzeja z małego miasteczka. Ich ojciec nagle postanawia ożenić się z tajemniczą nieznajomą, jednak niedługo później umiera i traci posiadane przy sobie całe oszczędności. Andrzej, próbując desperacko odzyskać straconą fortunę, porywa narzeczonemu podejrzaną o kradzież dziewczynę i zakochuje się w niej. Tymczasem komisarz Zygmunt Zientara potrąca swoim oplem jadącego na rowerze Jacka...

## Obsada
- Krzysztof Stelmaszyk – Zygmunt Zientara
- Jacek Borusiński – Andrzej Zientara
- Iwona Wszołkówna – Janina, żona Zygmunta
- Delfina Wilkońska(inne języki) – Agata, córka Zygmunta
- Maja Bohosiewicz – Mariola, uczennica
- Marian Dziędziel – Stanisław, ojciec Andrzeja i Zygmunta
- Grażyna Szapołowska – Zofia, narzeczona Stanisława
- Małgorzata Buczkowska – Dominika, pielęgniarka
- Jan Frycz – Julian, doktor
- Filip Pławiak – Jacek
- Krystyna Tkacz – babcia Jacka
- Jacek Braciak – Marian, adorator żony Zygmunta
- Izabela Kuna – Alicja, żona Mariana
- Katarzyna Cynke – Aneta, ukochana Andrzeja
- Sławomir Orzechowski – Leon, leśniczy
- Władysław Kowalski – ksiądz
- Jan Nowicki – mecenas Kowalski
- Andrzej Grabowski – Józek, szef stacji benzynowej
- Tomasz Karolak – policjant
- Rafał Zawierucha – pracownik stacji benzynowej
- Bartłomiej Firlet – Franek, narzeczony Anety
- Jerzy Matula – taksówkarz
- Marcel Szytenchelm – kierownik kostnicy
- Borys Szyc – głos indyka
- i inni